# Warner Baxter
Warner Baxter (Colombus, Ohio, 1889. március 29. – Beverly Hills, Kalifornia, 1951. május 7.) Oscar-díjas amerikai színész.
Baxter már a némafilm korszakban hírnevet szerzett magának, de a hangosfilmek betörésével még népszerűbbé vált. Csillaga megtalálható a Hollywood Walk of Fame-en.

## Fiatalkora
1889-ben született az Ohio állambeli Columbusban, de kilencévesen özvegy édesanyjával együtt San Franciscóba költöztek, ahol átélték az 1906-os San Franciscó-i földrengést. A katasztrófa után két hétig egy sátorban éltek. Az 1910-es évektől kezdett el a színpadon fellépni színészként.

## Karrierje
Baxter eredetileg biztosítási ügynökként és értékesítési vezetőként kezdett el dolgozni. Elsőnek 1914-ben tűnt fel a filmvásznon statisztaként, majd kapta komolyabb szerepét 1921-ben a Sheltered Daughtersben. Összesen 48 filmben szerepelt a '20-as években, köztük az In Old Arizona című első hangos westernben, melyért 1930-ban Oscar-díjjal tüntették ki legjobb férfi főszereplő kategóriában.
A '30-as években is olyan sikerfilmekben játszott, mint A 42-ik utca (1933) vagy a Broadway Bill (1934). 1936-ban Hollywood legjobban fizetett színészévé vált, de az 1940-es évek közepétől szinte csak B-kategóriás mozikban volt látható. Pályafutása alatt több mint száz filmben szerepelt.

## Halála
Éveken keresztül szenvedett köszvényben, ezért 1951-ben, hogy fájdalmait enyhítsék, homloklebeny műtétet hajtottak végre rajta. Nem sokkal a beavatkozás után tüdőgyulladásban hunyt el. A glendale-i Forest Lawn Memorial Parkban helyezték örök nyugalomra.

## Fontosabb filmjei
- 1941 - Adam és fiai (Adam Had Four Sons) - Adam Stoddard
- 1936 - A burleszk királya (King of Burlesque) - Kerry Bolton
- 1934 - Broadway Bill - Dan Brooks
- 1933 - Penthouse - Jackson Durant
- 1933 - A 42-ik utca (42nd Street) - Julian Marsh
- 1928 - In Old Arizona - Cisco Kid
- 1926 - A nagy Gatsby - Jay Gatsby

## Fordítás
- Ez a szócikk részben vagy egészben  a   Warner_Baxter című angol Wikipédia-szócikk fordításán alapul.  Az eredeti cikk szerkesztőit annak laptörténete sorolja fel. Ez a jelzés csupán a megfogalmazás eredetét és a szerzői jogokat jelzi, nem szolgál a cikkben szereplő információk forrásmegjelöléseként.